# Condado de Grand (Utah)
O Condado de Grand é um dos 29 condados do Estado americano do Utah. A sede do condado é Moab, que é também a sua maior cidade. O condado tem uma área de 8435 km², uma população de 9535 habitantes, e uma densidade populacional de 1 hab/km² (segundo o censo nacional de 2000). O condado foi fundado em 1890.